# Полев, Григорий Осипович
Григорий Осипович Полев — рында, голова и опричный воевода во времена правления Ивана IV Васильевича Грозного.
Из дворянского рода Полевы. Старший сын воеводы Осипа Васильевича Полева. Имел брата Ивана Осиповича Полева.

## Биография
В 1564 году послан от Государя с мёдом к крымским гонцам.  В сентябре 1568 года, государев рында с рогатиной, во время царского похода к Великому Новгороду, а оттуда в Ливонию. В том же году третий воевода "из опричнины" в Мценске, в Большом полку с Андреем Ивановичем Очиным-Плещеевым, откуда ходил вторым воеводою на крымских татар, а после первый воевода Передового полка в Мценске. В сентябре 1570 года, во время крымского похода царя Ивана Грозного, голова в государевом стане, шёл из Александровской слободы к Зарайску, в Каширу, Коломну, Серпухов и возвратился вновь в Александровскую слободу. В октябре 1572 года принимал участие в третьей свадьбе царя Ивана Грозного с Марфой Васильевной Собакиной, поручено "вино нести в скляннице к церкви".
По родословной росписи показан бездетным.